# روبن بريكلمانز
روبين بيتر بريكلمانز (ولد في 18 يوليو 1986) هو سياسي هولندي، يشغل منصب وزير الدفاع في حكومة ديك شوف منذ عام 2024. عمل بريكلمانز سابقًا كعضو في مجلس النواب ممثلاً عن حزب الشعب من أجل الحرية والديمقراطية، وهو حزب محافظ ليبرالي. ركز خلال فترة عضويته في البرلمان على الشؤون الخارجية والهجرة.

## النشأة والمسيرة المهنية
وُلد روبين بيتر بريكلمانز عام 1986 في لايدسشيندام بالقرب من لاهاي، ونشأ في قرية كاتشوفيل الواقعة في شمال برابانت. انضم بريكلمانز إلى منظمة الشباب "حرية وديمقراطية"، وهي المنظمة الشبابية المستقلة لحزب الشعب من أجل الحرية والديمقراطية، عندما كان في السابعة عشرة من عمره. درس الاقتصاد في جامعة تيلبورغ، والسياسة العالمية في مدرسة لندن للاقتصاد، وحصل على درجة ماجستير في الإدارة العامة عام 2015 من مدرسة هارفارد كينيدي.
بعد تخرجه من هارفارد، عمل بريكلمانز مستشارًا استراتيجيًا في مكتب شركة بوسطن الاستشارية في أمستردام. ثم عمل كمساعد سياسي لوزير الدولة للعدل والأمن مارك هاربيرس، واستمر في العمل بوزارة العدل والأمن كمدير برنامج "النظام التكيفي للجوء" بعد استقالة هاربيرس في مايو 2019. غادر بريكلمانز الوزارة في أكتوبر 2020 ليصبح مدير برنامج "رؤية حول الجودة" في وزارة المالية. بالإضافة إلى عمله، ترأس الشبكة الموضوعية لحزب الشعب من أجل الحرية والديمقراطية حول الشؤون الدولية بين عامي 2017 و2021، وكان عضوًا في اللجنة التي وضعت برنامج حزبه الانتخابي لانتخابات البرلمان الأوروبي عام 2019.

## وزارة الدفاع
بعد أن شكّل حزب الحرية، وحزب الشعب من أجل الحرية والديمقراطية، وحزب التحالف الوطني، وحزب المزارعين والفلاحين حكومة شوف، أدى بروكلمانس اليمين الدستورية كوزير للدفاع في 2 يوليو 2024، خلفًا لكاجسا أولونغرين. في سبتمبر 2024، أعلن بروكلمانس ووزير الدولة جيس توينمان زيادة تمويل القوات المسلحة الهولندية بمقدار 2.4 مليار يورو سنويًا. وافقت الأحزاب الائتلافية على زيادة الإنفاق الدفاعي للامتثال لمعيار الناتو الذي يبلغ 2% من الناتج المحلي الإجمالي استجابةً للغزو الروسي لأوكرانيا. ستُستخدم التمويلات الإضافية لجذب المزيد من الأفراد وشراء الذخائر، و50 دبابة ليوبارد 2A8، وست طائرات مقاتلة من طراز F-35، وسفينتين لمكافحة الغواصات، وعدة مروحيات عسكرية من طراز NH90. وكانت هولندا قد فقدت دباباتها منذ عام 2011 بسبب تخفيضات الميزانية. وفي نوفمبر 2024، تم إضافة 716 مليون يورو أخرى للتمويل لتلبية معيار الإنفاق.
جادل بروكلمانس بأن زيادة الإنفاق الدفاعي كانت ضرورية بسبب الغزو الروسي لأوكرانيا. في مقابلة أجريت معه في ديسمبر 2024، قال إنه لم يعد يستبعد احتمال إجراء مفاوضات سلام، واقترح أن تتولى أوروبا دورًا قياديًا في هذه الجهود، قبل التنصيب الثاني للرئيس الأمريكي دونالد ترامب. وأضاف أن السلام، على عكس الهدنة، لا يمكن تحقيقه إلا إذا تلقت أوكرانيا ضمانات أمنية وإذا تم تعزيز الناتو. ومع ذلك، وفقًا لبروكلمانس، فإن التهديد الأساسي والعدوان من النظام الروسي سيبقى قائمًا، مما يتطلب مستويات أعلى مستمرة من الإنفاق الدفاعي الأوروبي.